# بی.جی. (خواننده رپ)
بی. جی. (انگلیسی: B.G.؛ زادهٔ ۳ سپتامبر ۱۹۸۰) خواننده رپ و بازیگر اهل ایالات متحده آمریکا است.